# David Wells
David Lee Wells (nascido em 20 de maio de 1963), apelidado de "Boomer", é um ex-jogador profissional de beisebol da Major League Baseball que atuou como arremessador. Wells foi considerado um melhores arremessadores canhotos, especialmente em seus anos com o New York Yankees e o Toronto Blue Jays. Arremessou o 15.º jogo perfeito na história do beisebol. Está empatado com Kenny Lofton por aparições na pós-temporada com seis equipes. Wells é atualmente comentarista da Major League Baseball on TBS na TBS e anfitrião do programa The Cheap Seats na FOXSports.com. Foi campeão da World Series de 1998 jogando pelo New York Yankees. Na série de partidas decisivas, sua equipe venceu o San Diego Padres por 4 jogos a 0.

## Jogo perfeito
Em 17 de maio de 1998, Wells arremessou o 15.º jogo perfeito na história do beisebol, quando bateu o Minnesota Twins por 4 a 0. Wells estudou na mesma escola em San Diego,Califórnia, Point Loma High School, que Don Larsen, cujo jogo perfeito pelos Yankees na World Series de 1956 foi o único jogo perfeito ou no-hitter da pós-temporada. David Cone arremessaria ainda um terceiro jogo perfeito de um jogador dos  Yankees em 1999. Wells afirma que arremessou nesta partida ainda sofrendo de ressaca.
Em 1.º de setembro de 1998, Wells chegou perto de um segundo jogo perfeito. Arremessando contra o Oakland Athletics, não permitiu nenhum walk e apenas duas rebatidas, a primeira das quais com dois eliminados na sétima entrada quando Jason Giambi rebateu uma simples com contagem de 0–2.